# 小川町 (栃木県)
小川町（おがわまち）は、栃木県東部に位置し、那須郡に属していた町である。大田原市の南東約22kmに位置していた。
2005年（平成17年）10月1日、同郡馬頭町との合併により那珂川町の一部となった。

## 地理
- 河川：那珂川

## 歴史

### 沿革
- 1889年4月1日 - 10か村が合併し、那珂村（なかむら）が発足。
- 1938年7月1日 - 那珂村が町制施行・改称し、小川町となる。
- 1955年4月1日 - 烏山町の一部（谷田）が小川町に編入。
- 1960年4月1日 - 烏山町の一部（白久）が小川町に編入。
- 1989年12月1日 - 那須郡湯津上村と境界変更。
- 2005年10月1日 - 馬頭町と新設合併して那珂川町となり、廃止。

## 行政
- 那珂村長/小川町長

| 代   | 氏名       | 就任           | 退任           | 備考                           |
| ---- | ---------- | -------------- | -------------- | ------------------------------ |
| 1    | 福島一造   | 1889年4月      | 1890年5月      |                                |
| 2    | 小泉良作   | 1890年6月      | 1892年1月      |                                |
| 3    | 佐藤菊次郎 | 1892年2月      | 1892年12月     |                                |
| 4    | 佐藤肇     | 1893年1月      | 1893年2月      |                                |
| 5    | 斎藤英林   | 1893年3月      | 1893年4月      |                                |
| 6    | 薄井三造   | 1893年5月      | 1894年1月      |                                |
| 7    | 小泉良作   | 1894年2月      | 1894年3月      |                                |
| 8    | 佐藤肇     | 1894年4月      | 1895年4月      |                                |
| 9    | 杉本顕寿   | 1895年5月      | 1897年10月     |                                |
| 10   | 渡辺新吾   | 1897年11月     | 1902年12月     |                                |
| 11   | 関谷清三郎 | 1903年1月      | 1903年1月      |                                |
| 12   | 青柳与平   | 1903年4月      | 1903年9月      |                                |
| 13   | 渡辺新吾   | 1904年5月      | 1905年2月      |                                |
| 14   | 藤田省三   | 1905年9月      | 1907年4月      |                                |
| 15   | 薄井才一   | 1907年4月      | 1911年5月      |                                |
| 16   | 青柳与平   | 1911年5月      | 1918年4月      |                                |
| 17   | 田代亥之吉 | 1918年5月      | 1925年3月      |                                |
| 18   | 青柳茂雄   | 1925年5月      | 1927年7月      |                                |
| 19   | 白相勘三郎 | 1927年8月      | 1928年8月      |                                |
| 20   | 小泉良助   | 1928年10月     | 1931年2月      |                                |
| 21   | 川俣勇太   | 1931年3月      | 1933年6月      |                                |
| 22   | 高杉政六   | 1933年7月      | 1937年7月      |                                |
| 23/1 | 杉本林     | 1937年7月      | 1941年7月      | 1938年7月1日から町長           |
| 2    | 金井謙作   | 1941年7月      | 1942年4月      |                                |
| 3    | 森嶋一美   | 1942年6月      | 1946年5月      |                                |
| 4    | 星正子     | 1946年6月      | 1946年12月     |                                |
| 5    | 白相一策   | 1946年12月21日 | 1962年12月23日 | 在任中死去                     |
| 6    | 森嶋一美   | 1963年2月3日   | 1975年2月2日   |                                |
| 7    | 越井金四郎 | 1975年2月3日   | 1983年2月2日   |                                |
| 8    | 白相榮一郎 | 1983年2月3日   | 1987年2月2日   |                                |
| 9    | 水野正義   | 1987年2月3日   | 1995年2月2日   |                                |
| 10   | 渡辺良治   | 1995年2月3日   | 2005年9月30日  | 那珂川町の町長職務執行者に就任 |

- 出典:『栃木県市町村誌』, p. 754、『栃木県町村会七十年史』, p. 519、『栃木県歴史人物事典』, p. 323 , 689

## 地域

### 教育
（すべて、現那珂川町立）

#### 中学校
- 小川町立小川中学校

#### 小学校
- 小川町立小川小学校
- 小川町立薬利小学校
- 小川町立南小学校（現：那珂川町立小川南小学校）

## 交通

### 鉄道
- 東野鉄道（1968年廃止、黒羽 - 那須小川間は1939年廃止）
  - 那須小川駅

### 道路
- 一般国道
  - 国道293号
  - 国道294号
- 県道（主要地方道）
  - 栃木県道52号矢板馬頭線

## 名所・旧跡・観光スポット・祭事・催事
- 神田城跡
- なす風土記の丘資料館
- 那珂川温泉